# Aprey
Cet article possède un paronyme, voir Après.
Aprey est une commune française située dans le département de la Haute-Marne, en région Grand Est.

## Géographie

### Localisation
Aprey est située sur le plateau de Langres, en Haute-Marne, dans l'ancien canton de Longeau-Percey, à environ deux kilomètres du Haut de Baissey (colline boisée située au sud du Haut-du-Sec) qui est le point culminant de la Haute-Marne (523 mètres d'altitude).
La commune d'Aprey se situe non loin de la ligne de séparation des eaux entre la Manche et la Méditerranée. De nombreuses sources prennent naissance aux alentours d'Aprey telle que la Vingeanne qui demeure l'un des plus beaux cours d'eau de la région.
Le village compte huit rues : la Grande Rue, Petite rue, la rue d'Auberive, la rue du Vau, la rue de Paris, la petite Ruelle, la rue des Plantes et la rue de Villier et une place principale où se trouvent les halles et le château d'Aprey : la place du Marché.
La superficie du territoire de la commune est de 1 572 hectares dont environ 700 hectares de forêts. Le village est bordé en amont de forêts de chênes et de roches et l'aval offre une vue superbe sur la vallée de la Vingeanne et les vergers d'arbres fruitiers.

L' autoroute A 31 traverse le terroir de la commune du nord au sud-ouest à environ 1 km des habitations.

### Hameaux
Le village comporte aussi deux hameaux annexés à la commune : Ville-Bas, autrefois ferme en activité et Ville-Haut, petit hameau d'une quinzaine d'habitants où siègent plusieurs exploitations agricoles.

### Hydrographie
La commune est traversée par la ligne de partage des eaux entre les régions hydrographiques « la Seine de sa source au confluent de l'Oise (exclu) » et le bassin versant de la Saône au sein respectivement du bassin Seine-Normandie et du bassin Rhône-Méditerranée-Corse. Elle est drainée par la Vingeanne,.
La Vingeanne, d'une longueur de 93 km, prend sa source dans la commune  et se jette  dans la Saône à Heuilley-sur-Saône, après avoir traversé 30 communes.

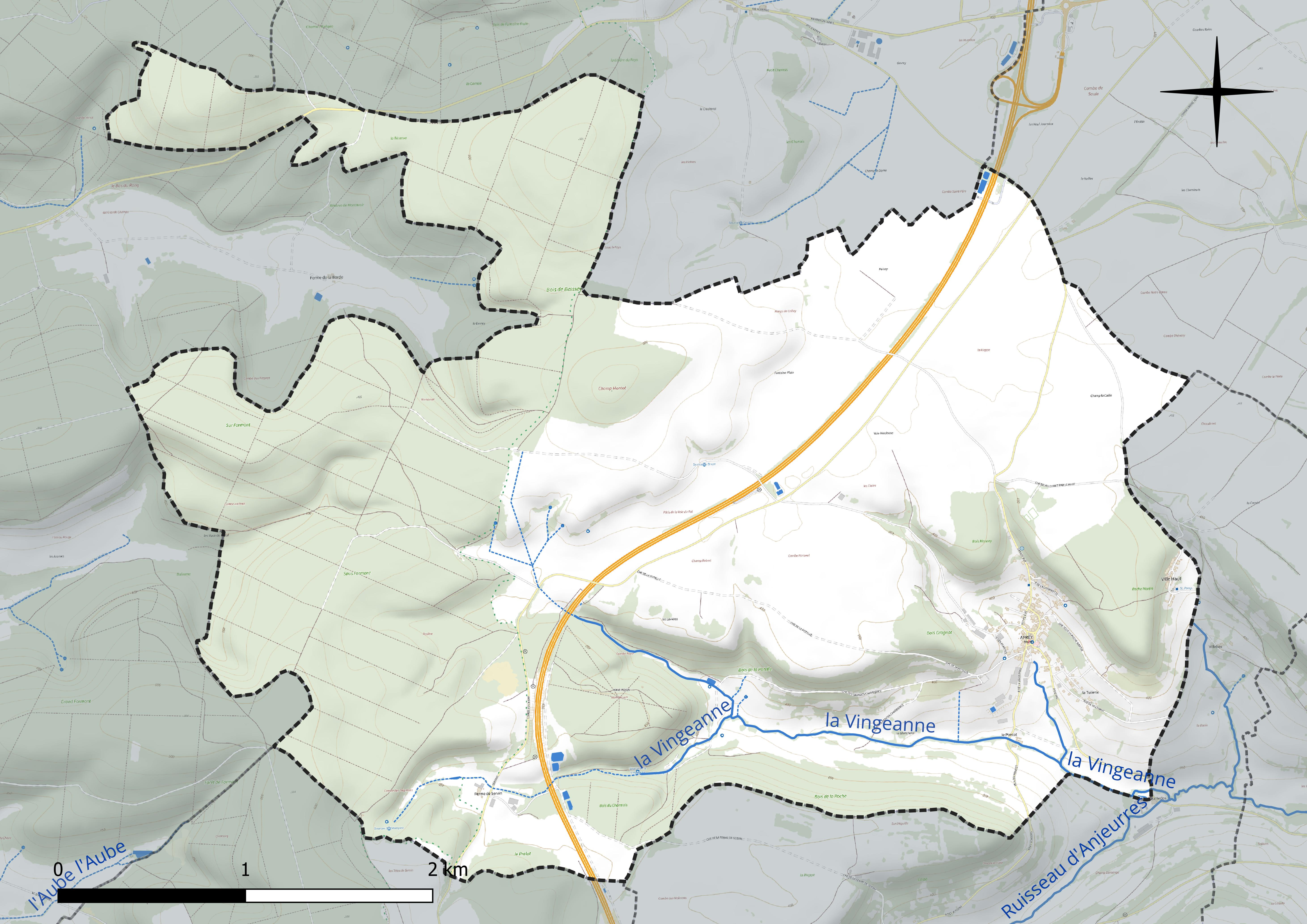
Réseau hydrographique d'Aprey.

### Climat
Pour des articles plus généraux, voir Climat du Grand Est et Climat de la Haute-Marne.
En 2010, le climat de la commune est de type climat des marges montargnardes, selon une étude du Centre national de la recherche scientifique s'appuyant sur une série de données couvrant la période 1971-2000. En 2020, Météo-France publie une typologie des climats de la France métropolitaine dans laquelle la commune est exposée à un climat océanique altéré et est dans la région climatique Lorraine, plateau de Langres, Morvan, caractérisée par un hiver rude (1,5 °C), des vents modérés et des brouillards fréquents en automne et hiver.
Pour la période 1971-2000, la température annuelle moyenne est de 9,7 °C, avec une amplitude thermique annuelle de 16,7 °C. Le cumul annuel moyen de précipitations est de 935 mm, avec 13,1 jours de précipitations en janvier et 8,7 jours en juillet. Pour la période 1991-2020, la température moyenne annuelle observée sur la station météorologique de Météo-France la plus proche, « Auberive_sapc », sur la commune d'Auberive à 12 km à vol d'oiseau, est de 9,7 °C et le cumul annuel moyen de précipitations est de 943,1 mm. 
La température maximale relevée sur cette station est de 39,3 °C, atteinte le 25 juillet 2019 ; la température minimale est de −22,6 °C, atteinte le 20 décembre 2009,,.
Les paramètres climatiques de la commune ont été estimés pour le milieu du siècle (2041-2070) selon différents scénarios d'émission de gaz à effet de serre à partir des nouvelles projections climatiques de référence DRIAS-2020. Ils sont consultables sur un site dédié publié par Météo-France en novembre 2022.

## Urbanisme

### Typologie
Au 1er janvier 2024, Aprey est catégorisée commune rurale à habitat dispersé, selon la nouvelle grille communale de densité à sept niveaux définie par l'Insee en 2022.
Elle est située hors unité urbaine. Par ailleurs la commune fait partie de l'aire d'attraction de Langres, dont elle est une commune de la couronne,. Cette aire, qui regroupe 77 communes, est catégorisée dans les aires de moins de 50 000 habitants,.

### Occupation des sols
L'occupation des sols de la commune, telle qu'elle ressort de la base de données européenne d’occupation biophysique des sols Corine Land Cover (CLC), est marquée par l'importance des forêts et milieux semi-naturels (52,2 % en 2018), une proportion identique à celle de 1990 (52,2 %). La répartition détaillée en 2018 est la suivante : 
forêts (52,2 %), terres arables (24,2 %), prairies (21,6 %), zones urbanisées (1,6 %), zones agricoles hétérogènes (0,4 %). L'évolution de l’occupation des sols de la commune et de ses infrastructures peut être observée sur les différentes représentations cartographiques du territoire : la carte de Cassini (XVIIIe siècle), la carte d'état-major (1820-1866) et les cartes ou photos aériennes de l'IGN pour la période actuelle (1950 à aujourd'hui).

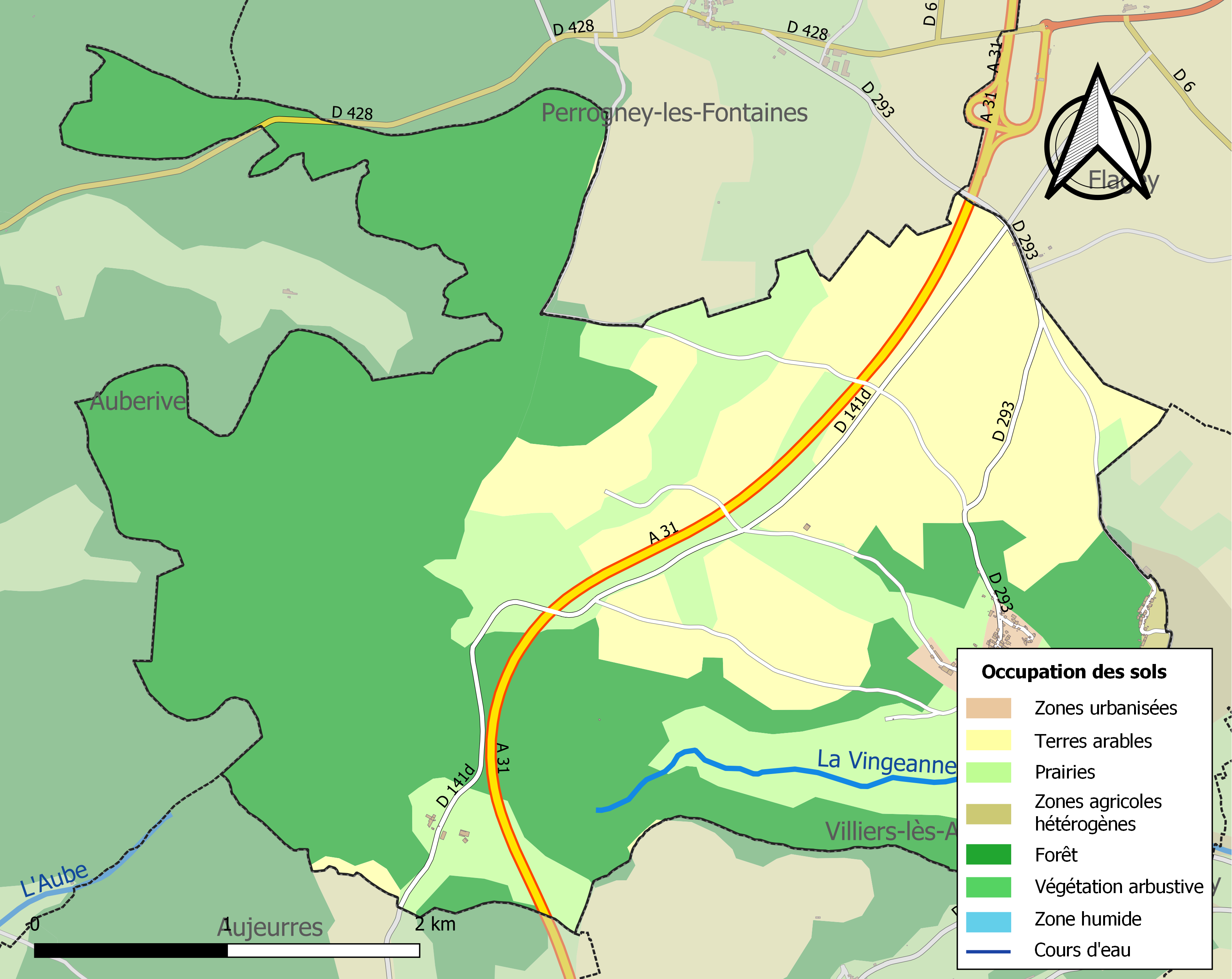
Carte des infrastructures et de l'occupation des sols de la commune en 2018 (CLC).

## Toponymie
Le nom de la localité est attesté sous les formes Aspré (1180) ; Apreium (1251) ; Apreyum (1330) ; Aspry (1336) ; Appreyum (XIVe siècle) ; Apré (1464) ; « Parochialis ecclesia S. Benigni d'Aprey » (1732).

## Histoire

### Carte de Cassini
|  |  |  |

La carte de Cassini ci-dessus montre qu'au XVIIIè siècle, Aprey est une paroisse située sur la rive gauche de La Vingeanne. Un château est représenté à l'est du village.

A l'est, le hameau de Vilhaut, qui comprend une quinzaine de constructions de nos jours, possédait un château à cette époque. Une chapelle aujourd'hui disparue existait alors à la ferme de Vilbas.

La faïencerie, qui a commencé à fonctionner vers 1750, est déjà représentée à l'ouest du village.

Deux moulins à eau, symbilisés par une roue dentée,  fonctionnaient sur le cours de la Vingeanne. Le moulin de la blanchissierie devait servir au foulage des draps.

La Tuillerie est aujourd'hui une ferme dont le nom est évoqué par la Rue de la Tuillerie.

Le ferme de Servin existe encore de nos jours de l'autre côté de l'autoroute.

A cette époque, le village était beaucoup plus peuplé qu'aujourd'hui 570 habitants contre 180 actuellement.

### Passé ferroviaire du village
|  |  |  |

De 1883 à 1963, la commune d'Aprey a été traversée par la ligne de chemin de fer de Poinson - Beneuvre à Langres, qui, venant de Brennes, contournait le village par le nord et se dirigeait vers Aujeurres.

La ligne passait au nord et la gare était située à environ 1 km à au nord du village.

A une époque où le chemin de fer était le moyen de déplacement le plus pratique, cette ligne connaissait un important trafic de passagers et de marchandises. 
	
À partir de 1950, avec l'amélioration des routes et le développement du transport automobile, le trafic ferroviaire a périclité et la ligne a été fermée en 1963. Les rails ont été retirés. Quelques tronçons de l'ancienne ligne subsistent encore de nos jours utilisés comme sentier de randonnée ou chemin d'exploitation agricole.
Durant la Seconde Guerre mondiale, des familles sont parties de ce village.

## Politique et administration

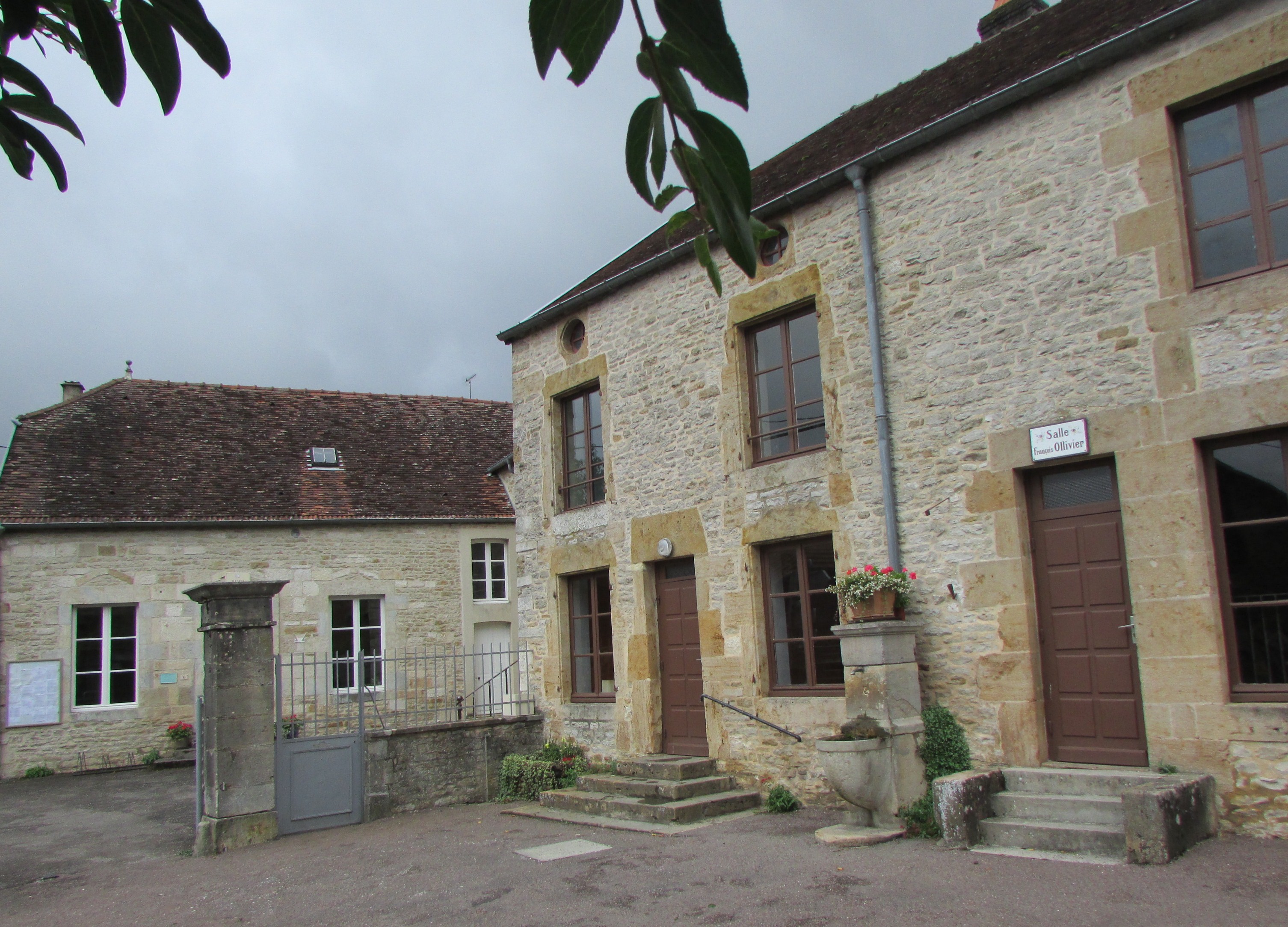
La Mairie.

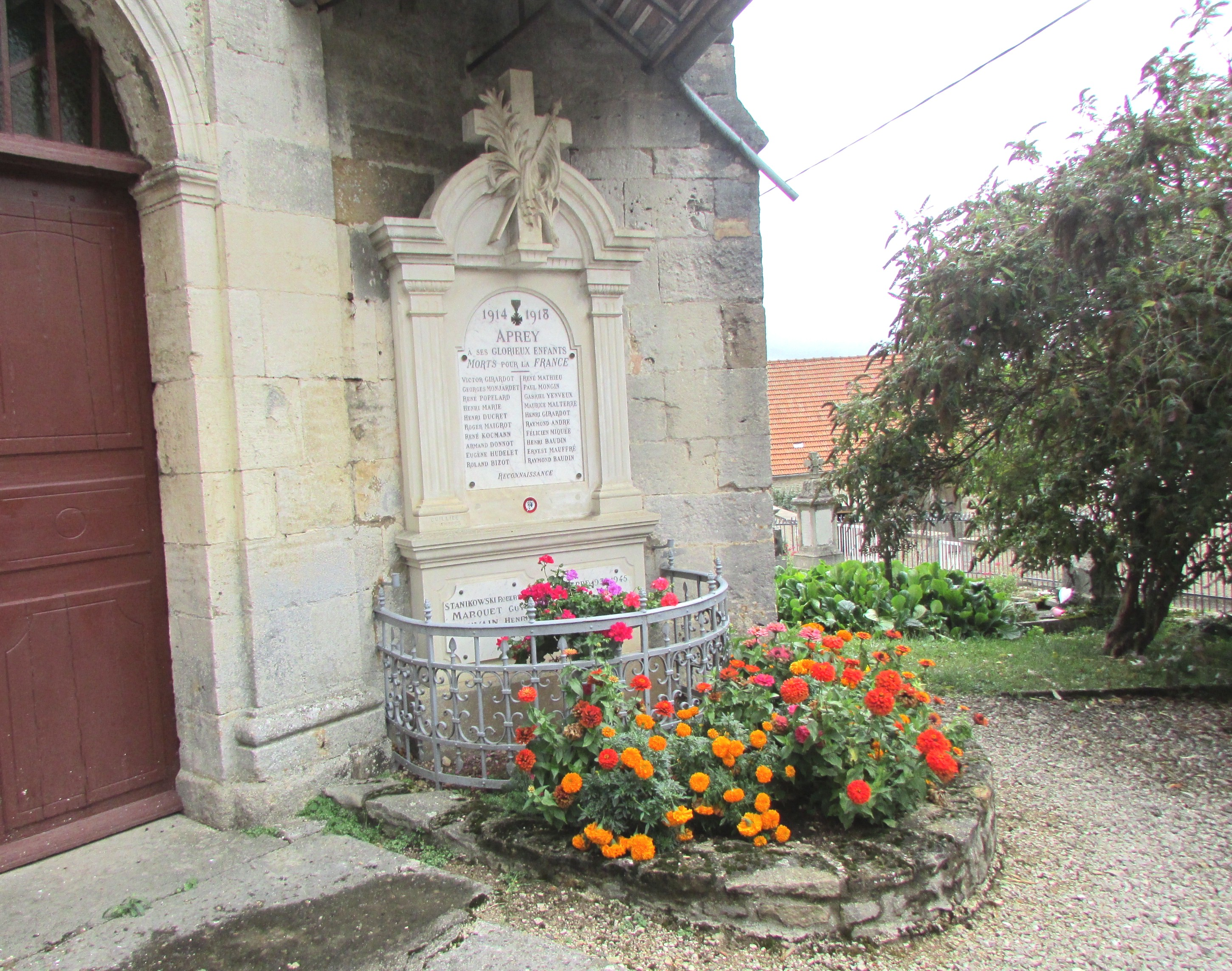
Le monument aux morts accolé à la façade de l'église.

## Population et société

### Démographie

#### Évolution démographique
L'évolution du nombre d'habitants est connue à travers les recensements de la population effectués dans la commune depuis 1793. Pour les communes de moins de 10 000 habitants, une enquête de recensement portant sur toute la population est réalisée tous les cinq ans, les populations de référence des années intermédiaires étant quant à elles estimées par interpolation ou extrapolation. Pour la commune, le premier recensement exhaustif entrant dans le cadre du nouveau dispositif a été réalisé en 2008.

En 2022, la commune comptait 189 habitants, en évolution de −0,53 % par rapport à 2016 (Haute-Marne : −4,62 %, France hors Mayotte : +2,11 %).
| 1793 | 1800 | 1806 | 1821 | 1831 | 1836 | 1841 | 1846 | 1851 |
| ---- | ---- | ---- | ---- | ---- | ---- | ---- | ---- | ---- |
| 572  | 511  | 556  | 500  | 538  | 528  | 519  | 518  | 549  |

| 1856 | 1861 | 1866 | 1872 | 1876 | 1881 | 1886 | 1891 | 1896 |
| ---- | ---- | ---- | ---- | ---- | ---- | ---- | ---- | ---- |
| 508  | 522  | 524  | 485  | 463  | 523  | 437  | 414  | 391  |

| 1901 | 1906 | 1911 | 1921 | 1926 | 1931 | 1936 | 1946 | 1954 |
| ---- | ---- | ---- | ---- | ---- | ---- | ---- | ---- | ---- |
| 364  | 350  | 328  | 249  | 250  | 280  | 266  | 231  | 240  |

| 1962 | 1968 | 1975 | 1982 | 1990 | 1999 | 2006 | 2008 | 2013 |
| ---- | ---- | ---- | ---- | ---- | ---- | ---- | ---- | ---- |
| 212  | 205  | 185  | 199  | 171  | 188  | 190  | 190  | 187  |

| 2018 | 2022 | - | - | - | - | - | - | - |
| ---- | ---- | - | - | - | - | - | - | - |
| 185  | 189  | - | - | - | - | - | - | - |

## Économie

### Tourisme
Aprey reste, par son charme et son authenticité, un des plus beaux villages du pays des quatre lacs. Aujourd'hui, le village subit l'exode urbain et le faible développement des activités industrielles et commerciales et son château est à l'abandon, mais il peut encore être sauvé par le développement du tourisme dans la région : forêt de chênes, ruisseaux, sources, falaises calcaires, randonnée dans les gorges de la Vingeanne, unique canyon de la Haute-Marne.

## Culture locale et patrimoine

### Lieux et monuments

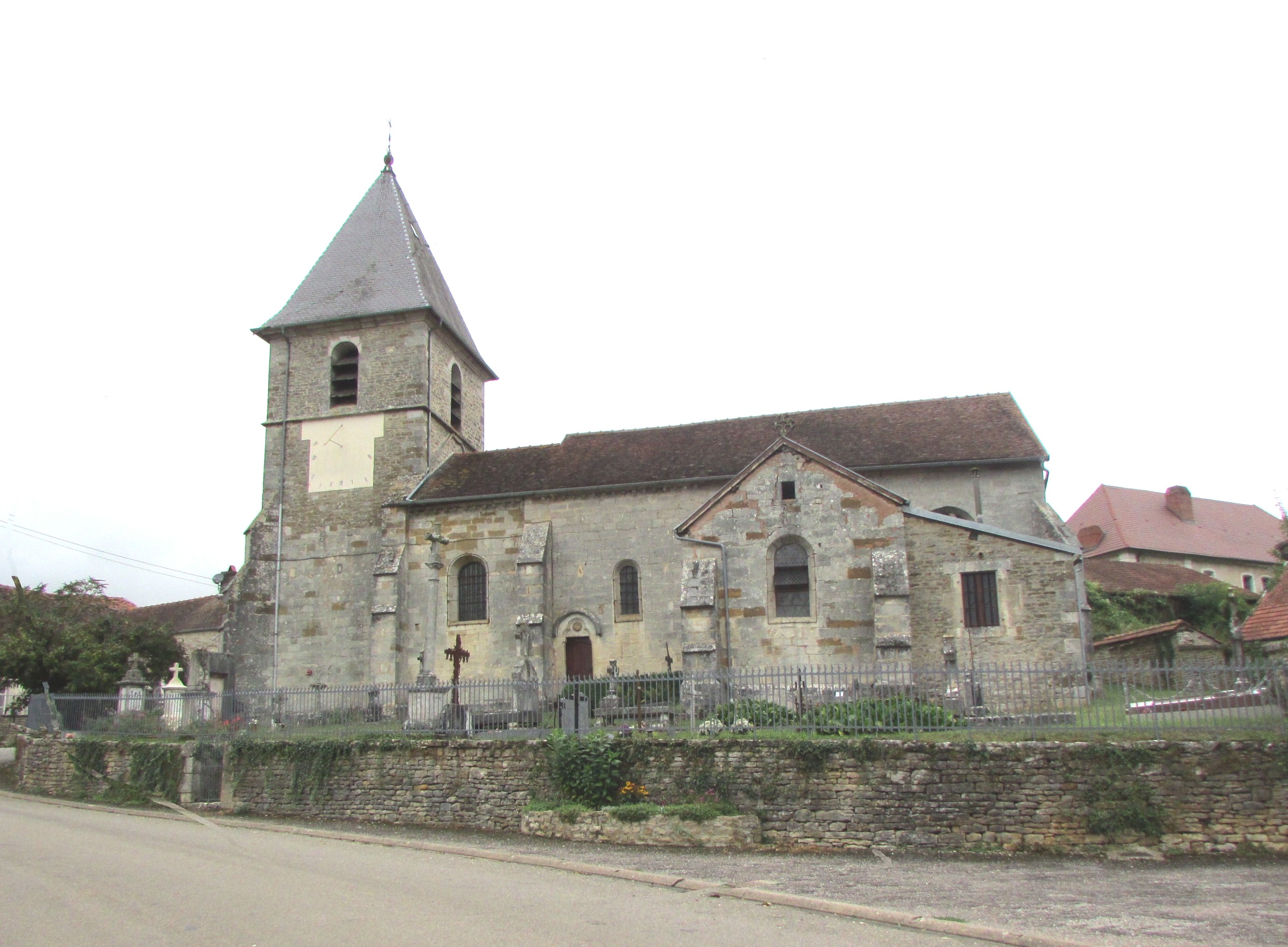
L'église.
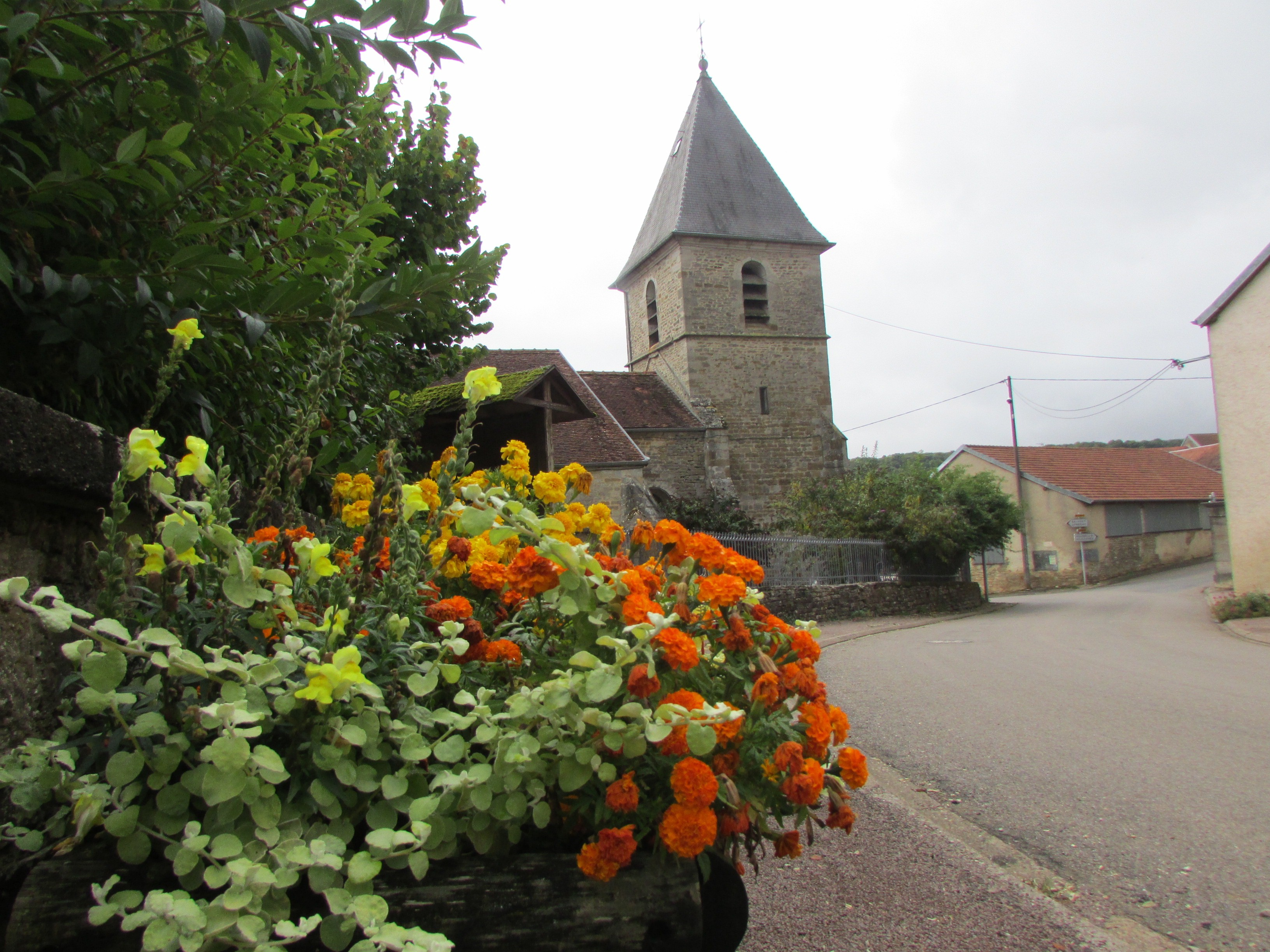
L'église.
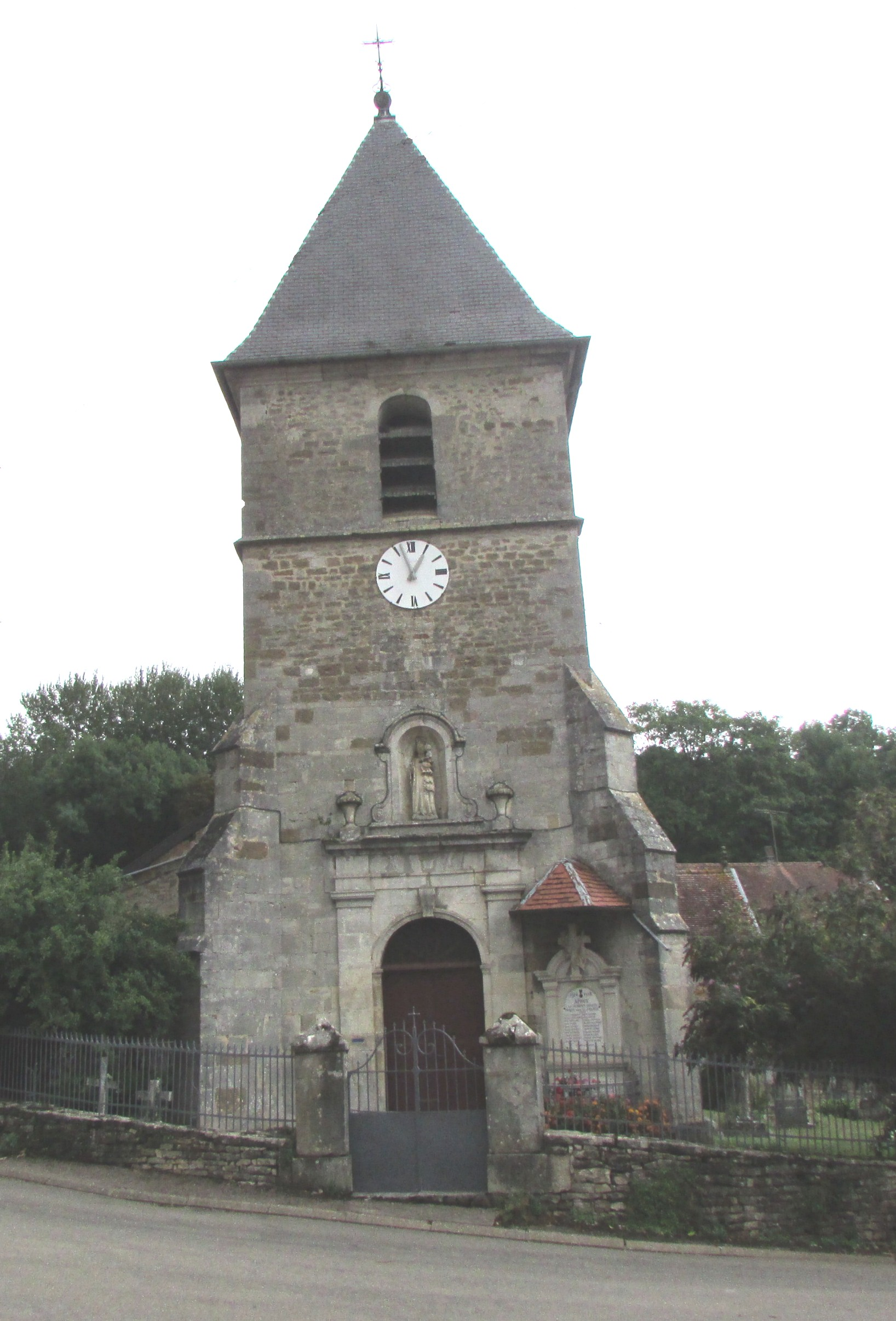
La façade de l'église.

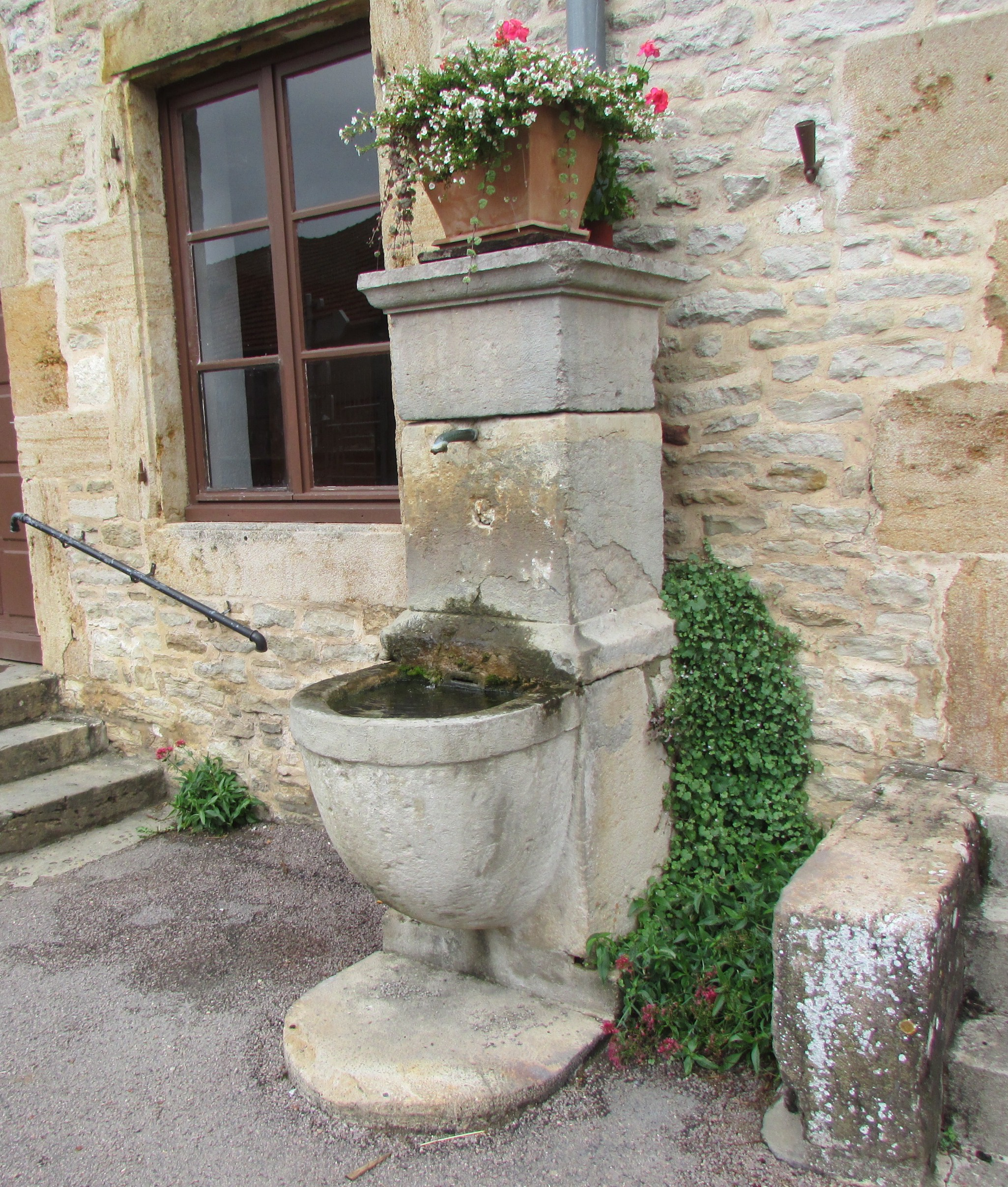
La fontaine.
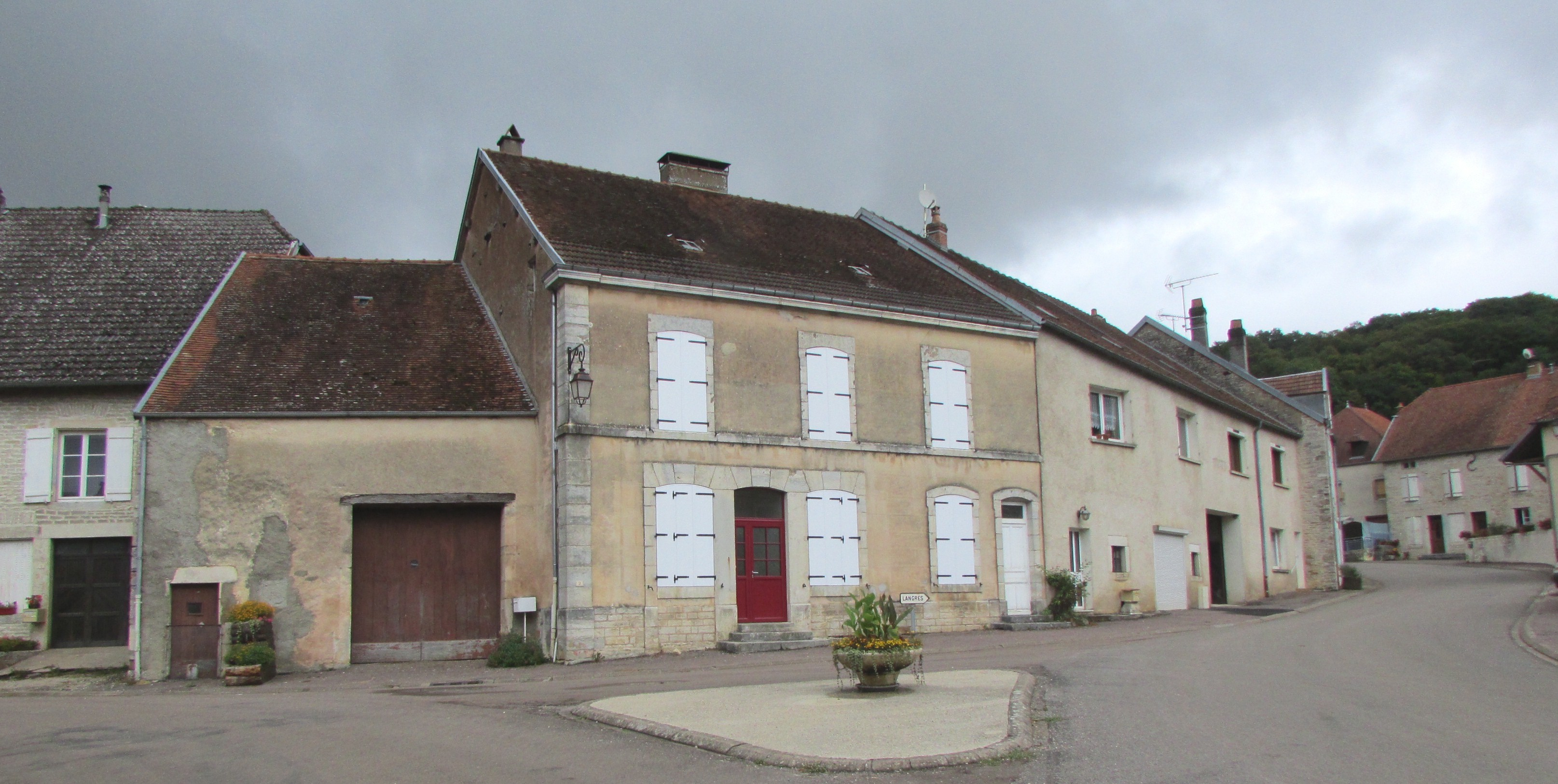
La place.
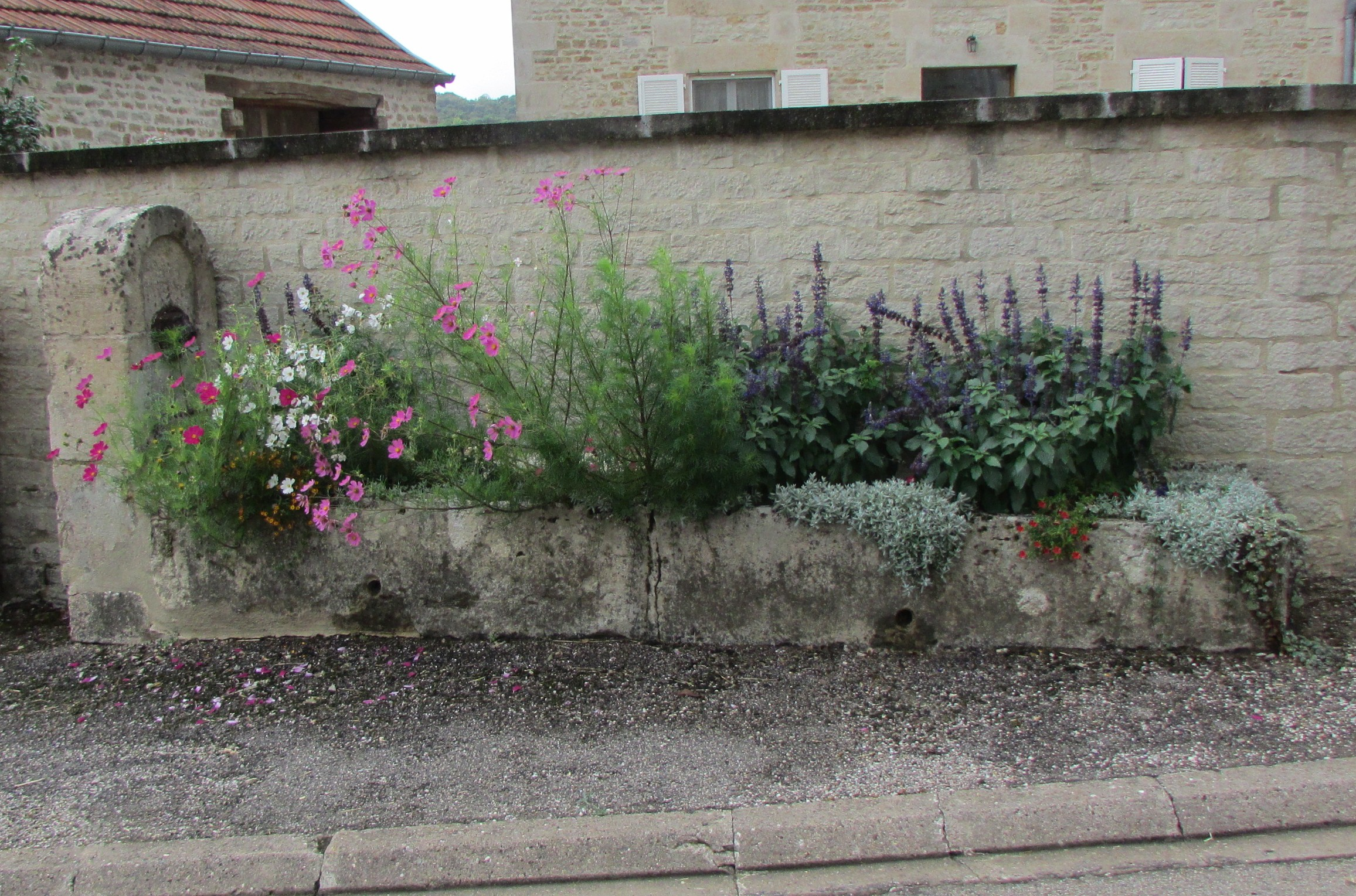
Ancienne fontaine.

### Les calvaires

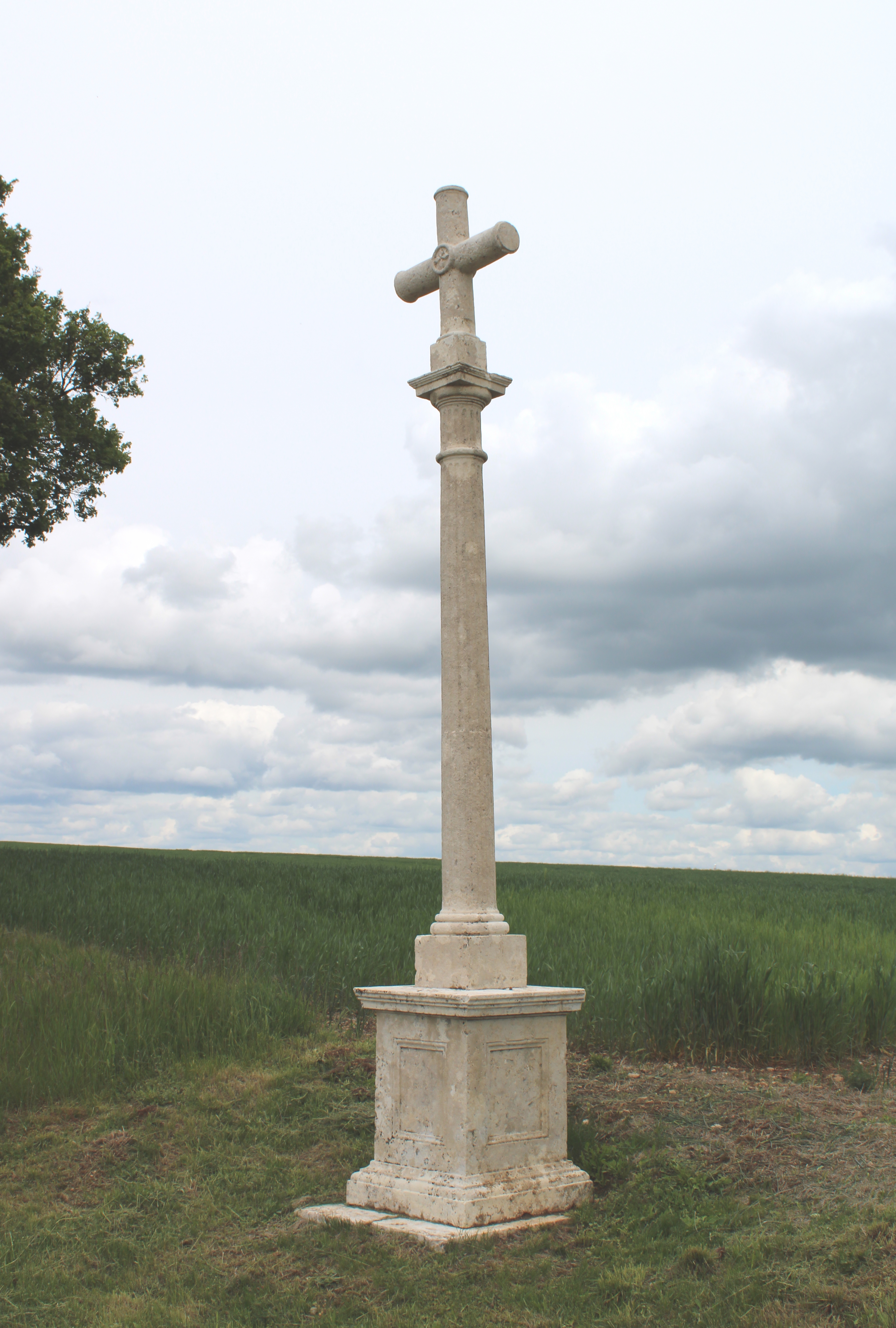
Calvaire situé sur la D293 au nord du village.
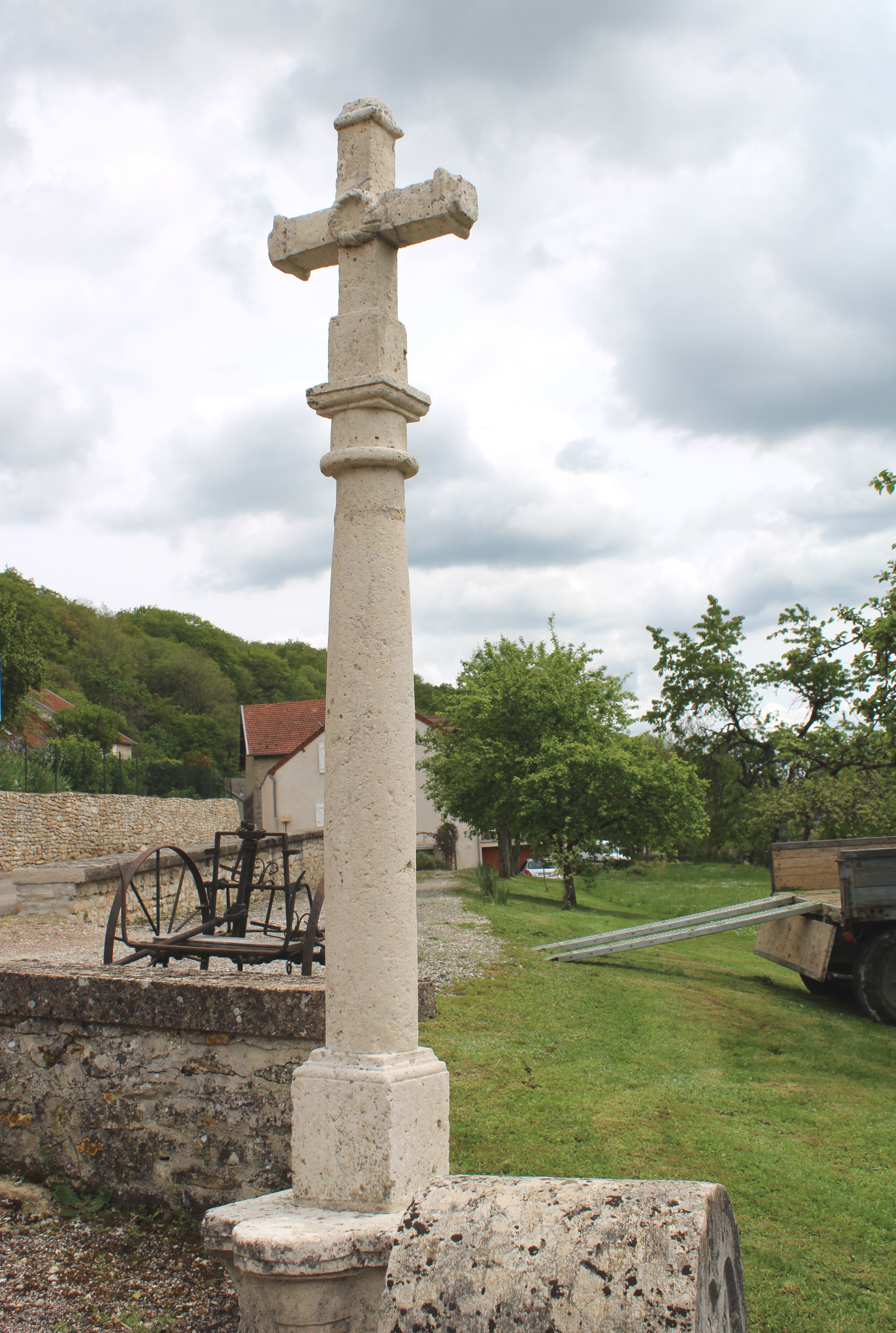
Le calvaire situé rue de la Charmotte.
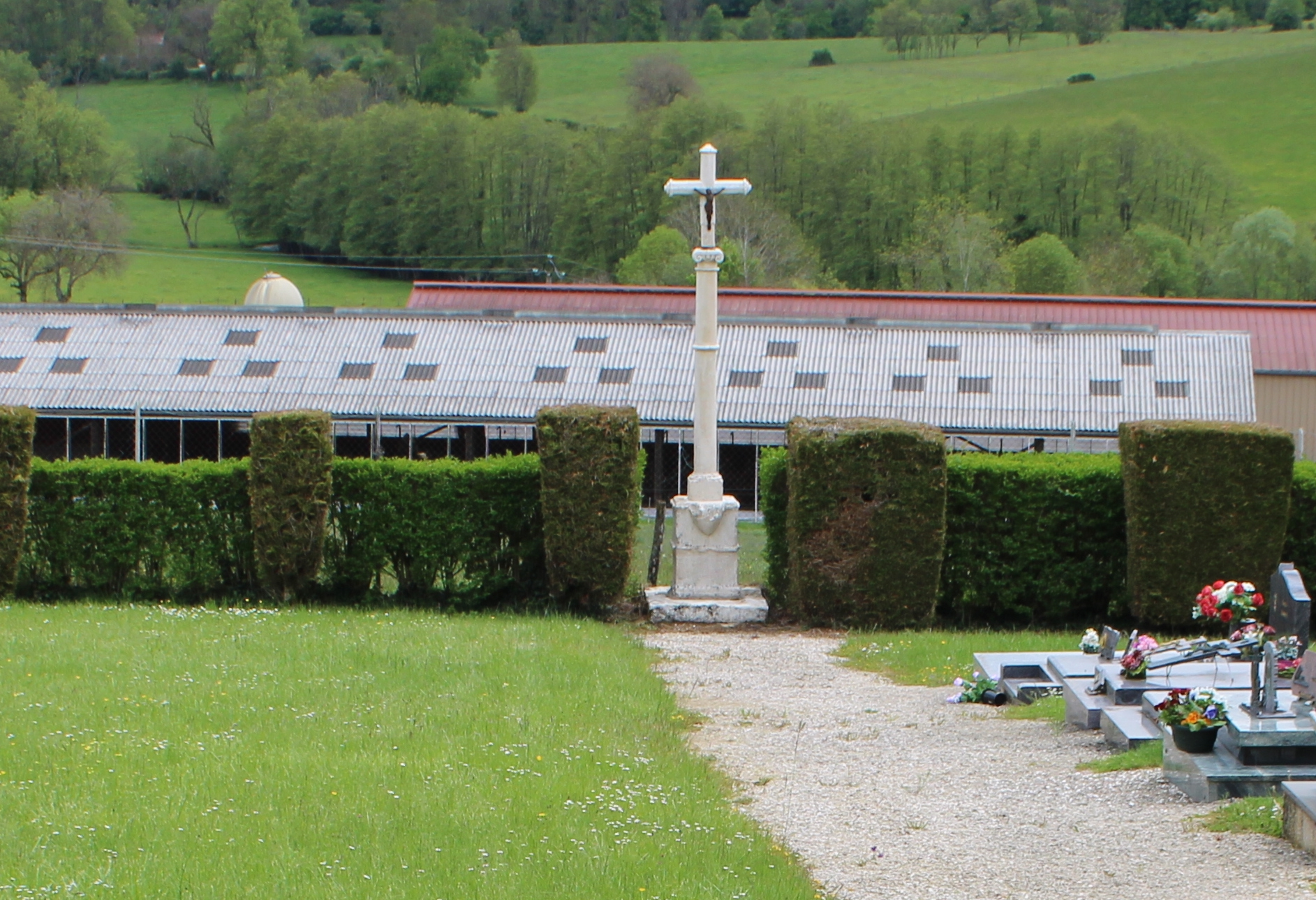
Le calvaire du cimetière.
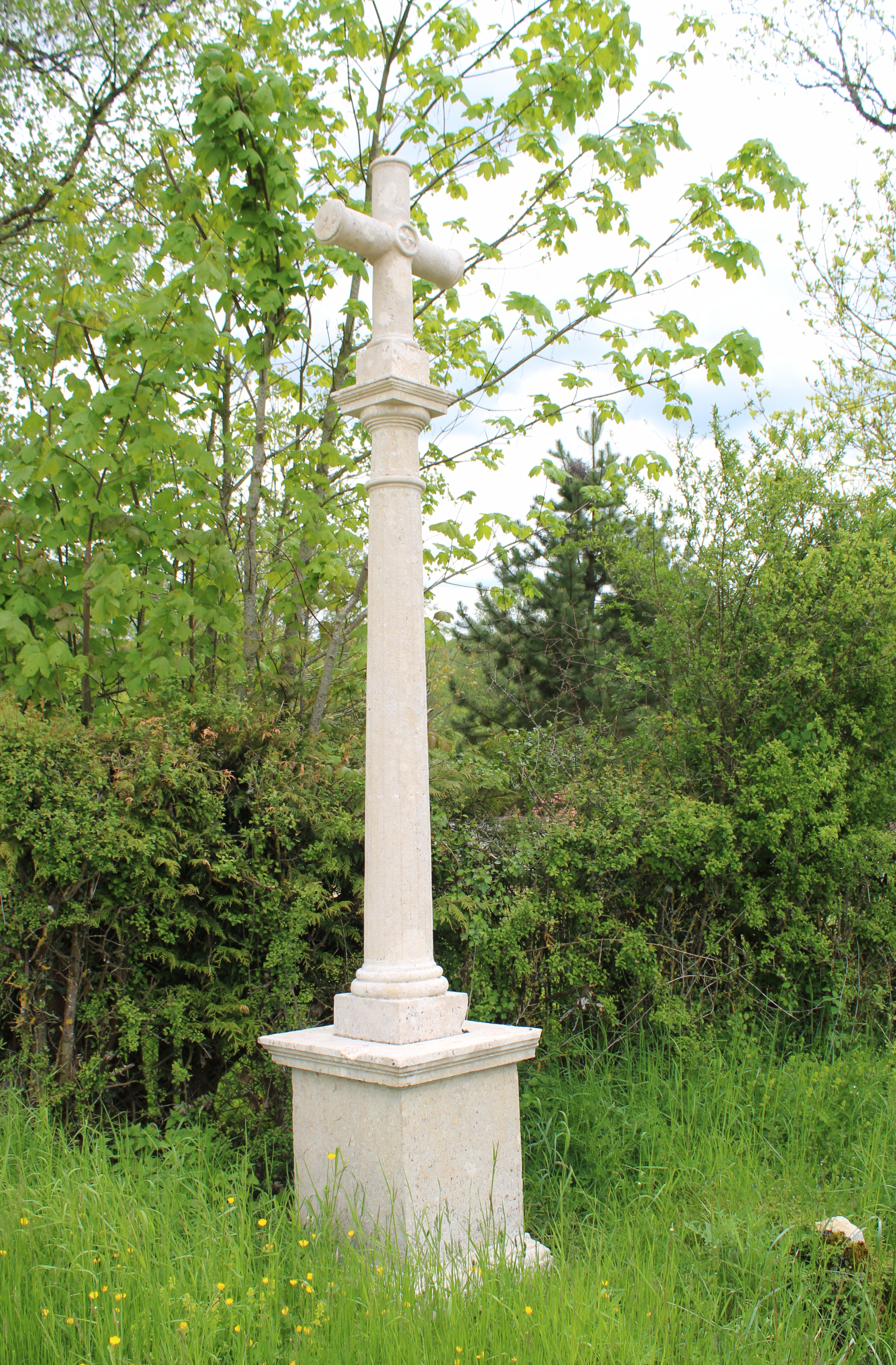
Le calvaire Route de Villiers.

### Les moulins à eau
La commune comptait plusieurs moulins à eau, construits le long de la Vingeanne.

### Les halles

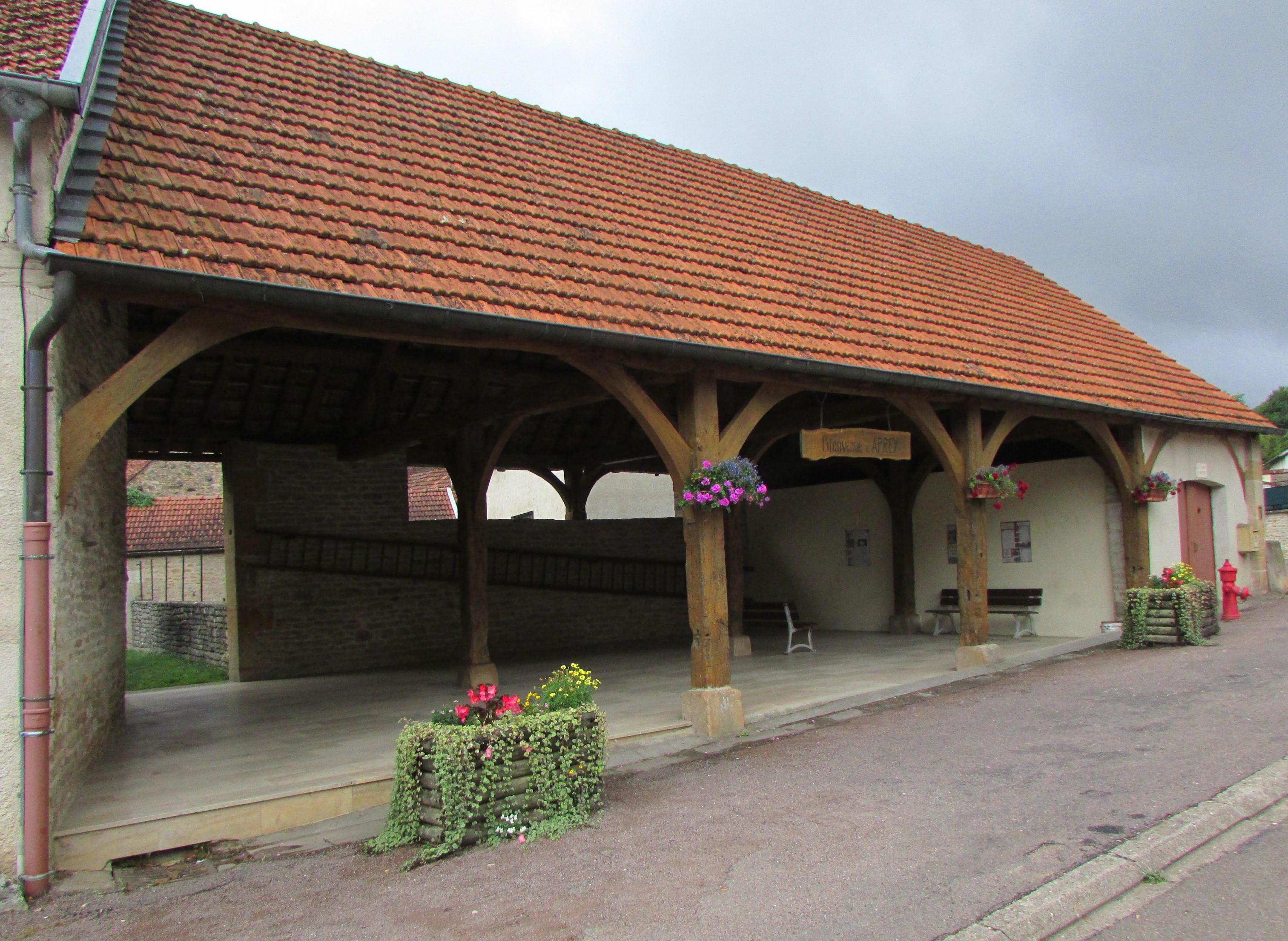
Les halles.

Les halles ont été reconstruites en 1838 avec les matériaux d'origine qui datent eux-mêmes du XVIIe siècle. C'est l'architecte Gaullet qui conçoit les plans de ce qui sera plus tard, le cœur du village. Le bois est d'origine, mais le toit a été reconstruit avec les tuiles d'Aprey de René Bollote, les anciennes laves étant en trop mauvais état.
Elles abritent dès 1790 la mairie, servant aussi bien de cadre aux fêtes villageoises, à la Fête de la Fédération, à la prestation du serment de la garde nationale, à la proclamation du ban des vendanges et à diverses adjudications et décisions municipales.
Avec Langres et Montsaugeon, Aprey est l'un des trois lieux qui, dans la Haute-Marne, se sont vu accorder par François Ier le privilège ancestral de droit de halle et, par conséquent, le droit de tenir foires (les foires de Champagne étant réputées dans toute l'Europe). Au XVIIIe siècle, les foires faisaient le dynamisme de la petite ville. C'est en effet plus de 30 000 personnes qui étaient attirées chaque année par ces foires (marchands, acheteurs ou simples visiteurs). Ce sont aussi ces foires qui dynamisaient le commerce à Aprey où étaient situés, à l'époque, plusieurs hôtels, un cabaret et de nombreux commerces (boucheries, boulangeries, épiceries).
En 1996, le conseil municipal s'engage dans un projet de rénovation des halles dans le but de dynamiser le tourisme et surtout, de redonner une vie au cœur du village. En 1997, c'est l'inauguration par le maire des « nouvelles halles », elles sont désormais le point central, le centre historique et s'inscrivent dans le patrimoine du village.

### La faïencerie
La première mention date de 1742. En 1744, Jean-François Frossard se marie à Aprey, il vient de Saint-Amand-les-Eaux en Flandre en qualité de peintre au service du seigneur Jacques Lallemant. En 1750, Martin Claude Dorez se joint à lui, mais ce dernier partira à Mathaux où il mourra en 1753. Jacques est rejoint, en 1760, par son frère Joseph, officier qui revient de Saxe, haut lieu de la porcelaine, où il avait été fait prisonnier. Les deux hommes s'associent alors, d'un commun accord, avec François Frossard. Cet homme va peindre pendant plusieurs décennies les premières porcelaines de la petite entreprise. La faïencerie est représentée sur la Carte de Cassini ci-dessus vers 1750.
Ils ajoutent, par la suite, une production supplémentaire à la faïencerie qui produisait seulement quelques objets communs vendus aux riverains : la production de pièces de très haute qualité cuites au petit feu qui seront plus tard peintes à la main. Avec cette nouvelle production, l'entreprise triple son chiffre d'affaires et s'agrandit.
En 1760, c'est Protais Pidoux qui apporte sa contribution à l'entreprise : il peint à la main de nombreux objets en faïence d'une qualité remarquable et d'une beauté incomparable. 
La faïencerie a largement dépassé le cadre local. En 1769, Joseph Lallemand décide de rompre l'association avec son frère Jacques, considérant que Protais Pidoux est bien meilleur que lui dans la peinture de porcelaine et donc, que son avenir n'était pas dans la faïence. Pour combler le vide, Jacques Lallemand fait appel à un habile céramiste nivernais : François Ollivier. Celui-ci travaillera d'abord comme simple manutentionnaire puis, grâce à son talent, il devient directeur de la faïencerie. François Ollivier sera, par la suite, le premier maire d'Aprey de 1790 à 1792.

## Personnalités liées à la commune
- Jean Joseph Antoine Bosc (1764-1837), né sur la commune, sera élu député de l'Aube au Conseil des Cinq-Cents le 26 germinal an VII.